# Bernard Williams (atleta)
Bernard Williams (Baltimore; 19 de enero de 1978) es un atleta estadounidense, especialista en la prueba de 4 × 100 m, en la que ha logrado ser campeón olímpico en 2000 y campeón mundial en 2003.

## Carrera deportiva
En las Olimpiadas de Sídney 2000 ganó el oro en los relevos 4 x 100 metros, por delante de Brasil y Cuba.
Al año siguiente, en el Mundial de Edmonton 2001 ganó la plata en los 100 m lisos, tras su compatriota el estadounidense Maurice Greene y por delante del trinitense Ato Bolton.
En el Mundial de París 2003 ganó la medalla de oro en los relevos 4 x 100 m, con un tiempo de 38.03 segundos, por delante de Brasil y Países Bajos, y siendo sus compañeros de equipo: John Capel, Darvis Patton y Joshua J. Johnson.
Y en los JJ. OO. de Atenas 2004 ganó la plata en 200 metros lisos, tras el estadounidense Shawn Crawford y por delante de otro compatriota Justin Gatlin.